# 国家土地管理局
国家土地管理局，是中华人民共和国国务院曾设置的副部级直属机构，負責全國土地、城鄉地政的統一管理工作。

## 历史
1986年2月，國務院第100次常務會議決定，組建国家土地管理局，为國務院直属机构。
1998年3月10日，第九届全国人民代表大会第一次会议第三次全体会议表决通过关于国务院机构改革方案的决定。根据这个决定，由地质矿产部、国家土地管理局、国家海洋局和国家测绘局共同组建国土资源部。

## 历任局長
1. 王先进（1988年4月－1993年3月）
2. 邹玉川（1993年3月－1998年3月）

## 机构设置
局机关内设机构国家土地管理局机关有办公室、地籍管理司、土地利用规划司、建设用地管理司、政策法规与监督检察司、计划财务司、科技宣教司等七个内设机构。
1. 办公室：主要负责综合协调行政管理工作，指导队伍建设，与开展国际合作与交流等事宜。
2. 地籍管理司：统一管理城乡地籍和地政工作，制订土地相关办法标准，地籍技术规程，查处土地权属纠纷等事宜。
3. 土地利用规划司：组织编制和指导地方土地利用相关规划、计划，并检查执行情况等事宜。
4. 建设用地管理司：负责全国城乡建设用地的征用、划拨和出让的统一监督与管理等事宜。
5. 政策法规与监督检察司：负责制订有关土地的方针、政策和法规、规章并对贯彻执行情况实施监督检查，负责土地管理与使用体制改革协调的工作和改革方案的制定工作；对土地使用权出让、转让、出租、抵押、终止进行监督检查，会同有关部门立案处理重大土地违法案件等事宜。
6. 计划财务司：负责综合计划、统计的归口管理，并协助财税部门做好有关土地税费的征管工作，指导土地管理系统的统计、财务工作等事宜。
7. 科技宣教司：负责制订土地管理科技、教育相关的发展政策方针、和规划；管理土地管理信息工作；负责土地管理宣传、新闻发布、新闻报道、出版等工作。

## 主要職責
- 拟订和贯彻执行国家有关土地的方针、政策和法律法规；
- 组织编制全国土地利用总体规划,审查省级制订的土地利用总体规划；
- 主管全国的土地征用、划拨；
- 检查、监督土地利用情况;负责查处违反土地管理法的重大案件等；
- 提出深化土地管理体制和土地使用制度改革方案，及时总结经验，不断完善各项改革措施；
- 主管土地管理科学技术工作、土地管理宣传和教育工作，组织、指导土地管理干部培训；
- 管理局机关和直属单位的外事工作，指导、协调土地管理系统的国际交流与合作；
- 管理局机关和直属单位的人事工作，指导土地管理系统的队伍建设等工作；
- 承办国务院交办的其他事项。

## 行政編制
行政编制为170名。其中，局长1名，副局长4名，正副司长22名(含机关党委专职副书记1名)。

### 引用
1. ↑  . 中华人民共和国国土资源部.   [2007-12-23]. （原始内容存档于2007-12-31） （中文（简体））.